# Mana (Antarktika)
Der Mana (norwegisch für Mähne) ist ein 2215 m hoher, markanter und eisfreier Berg im ostantarktischen Königin-Maud-Land. Er ragt im Borg-Massiv 8 km südwestlich des Bergs Møteplassen auf und begrenzt das Tal Frostlendet nach Süden.
Norwegische Kartografen, die ihn auch benannten, nahmen anhand von Luftaufnahmen und Vermessungen der Norwegisch-Britisch-Schwedischen Antarktisexpedition (1949–1952) eine Kartierung vor.